# Quadruplet pythagoricien
Ne doit pas être confondu avec Brique d'Euler.

Les quatre quadruplets pythagoriciens primitifs ne faisant intervenir que des nombres à un chiffre.

En arithmétique, un quadruplet pythagoricien est un quadruplet d'entiers naturels non nuls (a, b, c, d) vérifiant {\displaystyle a^{2}+b^{2}+c^{2}=d^{2}}.
Tout quadruplet pythagoricien peut se représenter par un pavé droit à côtés de longueurs entières {\displaystyle a,b,c}, et de diagonale principale de longueur {\displaystyle d}.
Il s'agit de la généralisation à l'espace des triplets pythagoriciens qui sont eux associés aux triangles rectangles.
Une famille infinie simple de quadruplets pythagoriciens est donnée par {\displaystyle (n,n+1,n^{2}+n,n^{2}+n+1)} où {\displaystyle n} est un entier strictement positif.

## Paramétrisation des quadruplets primitifs
Un quadruplet pythagoricien (a, b, c, d) est dit primitif si les quatre entiers {\displaystyle a,b,c} et {\displaystyle d} sont premiers entre eux dans leur ensemble. Tout quadruplet pythagoricien est un multiple entier d'un quadruplet primitif. 
Les quadruplets pythagoriciens primitifs (a, b, c, d) avec a impair peuvent être paramétrés par les formules :{\displaystyle {\begin{aligned}a&=m^{2}+n^{2}-p^{2}-q^{2},\\b&=2(mq+np),\\c&=2(nq-mp),\\d&=m^{2}+n^{2}+p^{2}+q^{2},\end{aligned}}} où m, n, p, q sont des entiers strictement positifs de PGCD égal à 1 tels que m + n + p + q est impair et {\displaystyle m^{2}+n^{2}>p^{2}+q^{2}} . 
On vérifie en effet l'identité d''Euler-Rodrigues :{\displaystyle (m^{2}+n^{2}+p^{2}+q^{2})^{2}=(2mq+2np)^{2}+(2nq-2mp)^{2}+(m^{2}+n^{2}-p^{2}-q^{2})^{2}.}

## Autre paramétrisation
Les quadruplets pythagoriciens (y compris les non-primitifs, et avec répétition, bien que a, b et c n'apparaissent pas dans tous les ordres possibles) peuvent être générés à partir de deux entiers strictement positifs a et b comme suit:
Si a et b sont de parité différente, soit p un facteur de {\displaystyle a^{2}+b^{2}}  tel que {\displaystyle p^{2}<a^{2}+b^{2}}. Alors {\displaystyle c={\frac {a^{2}+b^{2}-p^{2}}{2p}}}, {\displaystyle d={\frac {a^{2}+b^{2}+p^{2}}{2p}}=p+c}.
Si {\displaystyle a=2l} et {\displaystyle b=2m} sont pairs, soit n un facteur de {\displaystyle l^{2}+m^{2}}   tel que {\displaystyle n^{2}<a^{2}+b^{2}}  . Alors {\displaystyle c={\frac {l^{2}+m^{2}-n^{2}}{n}}}, {\displaystyle d={\frac {l^{2}+m^{2}+n^{2}}{n}}}
Si a et b sont tous deux impairs, il n'y  pas de solution, comme le montre la paramétrisation de la section précédente.

## Propriétés
Le plus grand entier qui divise le produit abcd est égal à 12. Le quadruplet de produit minimal est (1, 2, 2, 3).
Étant donné un quadruplet pythagoricien {\displaystyle (a,b,c,d)}, on appelle norme du quadruplet l'entier {\displaystyle d={\sqrt {a^{2}+b^{2}+c^{2}}}}, norme euclidienne du vecteur {\displaystyle (a,b,c)}.
Tout entier positif impair autre que 1 et 5 peut être la norme d'un quadruplet pythagoricien primitif. Les quadruplets pythagoriciens primitifs de normes les nombres impairs de 3 à 29 sauf 5 sont listés dans le tableau ci-dessous.
Tout quadruplet pythagoricien (a, b, c, d)  génère un triangle de Héron (à côtés et aire entiers) ; ses côtés x, y, z sont donnés par : {\displaystyle {\begin{aligned}x&=d^{2}-a^{2}\\y&=d^{2}-b^{2}\\z&=d^{2}-c^{2}\end{aligned}}}Son demi-périmètre est  {\textstyle p=d^{2}}, et son aire, obtenue par la formule de Héron, est {\textstyle S=abcd}. Le rayon du cercle inscrit est {\textstyle r=abc/d}, et les rayons des cercles exinscrits sont :{\displaystyle {\begin{aligned}r_{x}&=bcd/a,\\r_{y}&=acd/b,\\r_{z}&=abd/c.\end{aligned}}} Le rayon du cercle circonscrit est : {\displaystyle R={\frac {(d^{2}-a^{2})(d^{2}-b^{2})(d^{2}-c^{2})}{4abcd}}={\frac {abcd(1/a^{2}+1/b^{2}+1/c^{2}-1/d^{2})}{4}}}
La suite croissante des aires de ces triangles de Héron est répertoriée comme suite A367737 de l'OEIS.

## Relation avec les quaternions et les matrices orthogonales rationnelles
Un quadruplet pythagoricien primitif (a, b, c, d) paramétré par (m, n, p, q) correspond à la première colonne de la représentation matricielle E(α) de la conjugaison α(⋅)α par le quaternion de Hurwitz α = m + ni + pj + qk restreinte au sous-espace des quaternions engendré par i, j, k ; cette matrice est {\displaystyle E(\alpha )={\begin{pmatrix}m^{2}+n^{2}-p^{2}-q^{2}&2np-2mq&2mp+2nq\\2mq+2np&m^{2}-n^{2}+p^{2}-q^{2}&2pq-2mn\\2nq-2mp&2mn+2pq&m^{2}-n^{2}-p^{2}+q^{2}\\\end{pmatrix}},} où les colonnes sont orthogonales deux à deux et chacune a pour norme {\displaystyle d=m^{2}+n^{2}+p^{2}+q^{2}}. La matrice 1/dE(α), dite matrice d'Euler-Rodrigues, appartient au groupe orthogonal {\displaystyle SO(3,\mathbb {Q} )}, et on obtient toute matrice orthogonale à coefficients rationnels de cette manière.

## Quadruplets pythagoriciens primitifs de normes de 3 à 29
Les 31 quadruplets pythagoriciens primitifs dont les éléments sont inférieurs à 30, ordonnés (en colonnes) suivant les {\displaystyle d} croissant, puis les {\displaystyle a} croissant, enfin les {\displaystyle b} croissant :
| ( | 1 | , | 2 | , | 2  | , | 3  | ) | ( | 2 | , | 10 | , | 11 | , | 15 | ) | ( | 4  | , | 13 | , | 16 | , | 21 | ) | ( | 2  | , | 10 | , | 25 | , | 27 | ) |
| ( | 2 | , | 3 | , | 6  | , | 7  | ) | ( | 1 | , | 12 | , | 12 | , | 17 | ) | ( | 8  | , | 11 | , | 16 | , | 21 | ) | ( | 2  | , | 14 | , | 23 | , | 27 | ) |
| ( | 1 | , | 4 | , | 8  | , | 9  | ) | ( | 8 | , | 9  | , | 12 | , | 17 | ) | ( | 3  | , | 6  | , | 22 | , | 23 | ) | ( | 7  | , | 14 | , | 22 | , | 27 | ) |
| ( | 4 | , | 4 | , | 7  | , | 9  | ) | ( | 1 | , | 6  | , | 18 | , | 19 | ) | ( | 3  | , | 14 | , | 18 | , | 23 | ) | ( | 10 | , | 10 | , | 23 | , | 27 | ) |
| ( | 2 | , | 6 | , | 9  | , | 11 | ) | ( | 6 | , | 6  | , | 17 | , | 19 | ) | ( | 6  | , | 13 | , | 18 | , | 23 | ) | ( | 3  | , | 16 | , | 24 | , | 29 | ) |
| ( | 6 | , | 6 | , | 7  | , | 11 | ) | ( | 6 | , | 10 | , | 15 | , | 19 | ) | ( | 9  | , | 12 | , | 20 | , | 25 | ) | ( | 11 | , | 12 | , | 24 | , | 29 | ) |
| ( | 3 | , | 4 | , | 12 | , | 13 | ) | ( | 4 | , | 5  | , | 20 | , | 21 | ) | ( | 12 | , | 15 | , | 16 | , | 25 | ) | ( | 12 | , | 16 | , | 21 | , | 29 | ) |
| ( | 2 | , | 5 | , | 14 | , | 15 | ) | ( | 4 | , | 8  | , | 19 | , | 21 | ) | ( | 2  | , | 7  | , | 26 | , | 27 | ) |   |    |   |    |   |    |   |    |   |